# Eremophysa afghana
Eremophysa afghana là một loài bướm đêm trong họ Noctuidae.